# Jo Ann Kelly

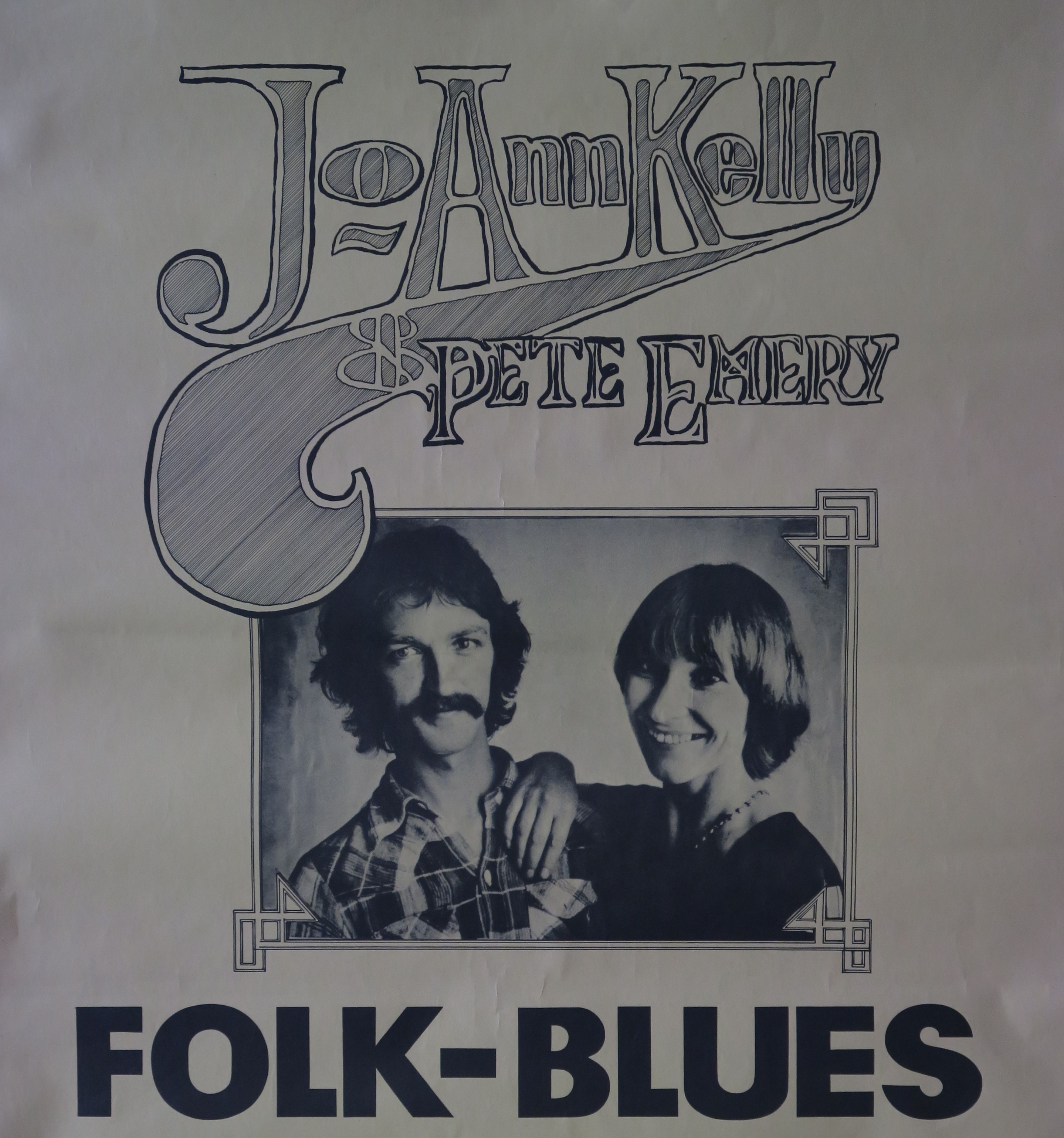
Jo Ann Kelly

Jo Ann Kelly (* 5. Januar 1944 in Streatham, London, England; † 21. Oktober 1990) war eine britische Blues-Sängerin und Gitarristin. Sie wurde als „die unbestrittene Königin der britischen Country-Blues-Sänger“ bezeichnet.

## Leben
Die musikalische Laufbahn von Jo Ann Kelly begann in der britischen Blues-Szene der frühen 1960er. Mit ihrer außerordentlichen Stimme und dem von Memphis Minnie und Charley Patton beeinflussten Gitarrenstil beeindruckte sie 1964 das Publikum in den Londoner Clubs. Mit Tony McPhee machte sie erste Aufnahmen.
Meist trat sie alleine auf, gelegentlich jedoch auch mit anderen Musikern wie der John Dummer Blues Band. 1969 erschien ihr erstes Album. Sie trat mit Canned Heat auf, die ihr eine längerfristige Zusammenarbeit anboten, ebenso wie später Johnny Winter. Beide Angebote lehnte Jo Ann Kelly ab.
In den 1970ern trat sie weiterhin solo auf, ab und zu auch mit befreundeten Bands, wie etwa Tramp. 1979 half sie bei der Gründung der Blues Band ihres Bruders Dave Kelly, mit der sie Anfang der 1980er die Show „Ladies and the Blues“ aufführte, einen Tribut an die großen Sängerinnen des Blues.
1988 wurde bei ihr ein Hirntumor diagnostiziert und entfernt. An den Folgen starb Jo Ann Kelly am 21. Oktober 1990.

## Diskographie

### Alben
- 1969 Jo-Ann Kelly [1969] BGO
- 1969 Same Thing on Their Minds Sunset Records
- 1972 Jo Ann Kelly with J. Fahey, W. Mann & Seidler Air Mail Music
- 1976 Do It  Red Rag
- 1977 Country Blues Guitar (mit Stefan Grossman, Son House u. a.)
- 1978 It's Whoopie Columbia (mit Martin Pyrker Klavier, Torsten Zwingenberger Schlagzeug)
- 1984 Just Restless Appaloosa
- 1988 Jo Ann Kelly [1988] Open
- (?)  Do It and More Manhaton

### Gastauftritte
- John Dummer Cabal/John Dummer Band (?)
- Slide Guitar: Streamline Special(1998)
- Dello Thedford Dello Thedford & The Gospel Symphonic Choir  (2000)
- Blues Guitar Women (2005)
- Goodbye Nashville, Hello Camden Town: A Pub Rock Anthology(2007)
- Mississippi Fred Mcdowell London Calling  (2006), Matchbox Days (1997), Shake 'Em On Down (1998)